# Vuelta a España 1955
La 10.ª edición de la Vuelta a España se disputó entre el 23 de abril y el 8 de mayo de 1955, con un recorrido de y 2740 km dividido en 15 de etapas con inicio y fin Bilbao.
Tras cuatro años sin que la prueba se celebrase, el periódico El Correo Español – El Pueblo Vasco se hizo cargo de la organización de la carrera logrando un relanzamiento de la prueba tanto en el número de participantes como en la calidad de los mismos.
Otra novedad fue la introducción del maillot amarillo para diferenciar al líder de la clasificación general de la prueba.
Tomaron la salida 106 corredores repartidos en 18 equipos de los que lograron finalizar la prueba tan sólo 63 ciclistas. 
El vencedor, el francés Jean Dotto, cubrió la prueba a una velocidad media de 33,799 km/h. La clasificación por puntos fue para Fiorenzo Magni mientras que Giuseppe Buratti se impuso en la clasificación de la montaña.
De las etapas disputadas, cuatro fueron ganadas por corredores españoles aunque en esta faceta destacó el ciclista italiano Fiorenzo Magni que logró 3 triunfos de etapa.

## Etapas
| Etapa | Recorrido             | Km       | Ganador          | Líder             |
| 1.ª   | Bilbao-San Sebastián  | 240      | Gilbert Bauvin   | Gilbert Bauvin    |
| 2.ª   | San Sebastián- Bayona | 211      | Gilbert Bauvin   | Gilbert Bauvin    |
| 3.ª   | Bayona-Pamplona       | 157      | Antonio Gelabert | Jesús Loroño      |
| 4.ª   | Pamplona-Zaragoza     | 229      | Jesús Galdeano   | Jesús Loroño      |
| 5.ª   | Zaragoza-Lérida       | 195      | Gabriel Company  | Raphaël Géminiani |
| 6.ª   | Lérida-Barcelona      | 230      | Pierino Baffi    | Raphaël Géminiani |
| 7.ª   | Barcelona             | 29 (CRI) | Fiorenzo Magni   | Raphaël Géminiani |
| 8.ª   | Barcelona-Tortosa     | 213      | Vicente Iturat   | René Marigil      |
| 9.ª   | Tortosa-Valencia      | 190      | Pierino Baffi    | René Marigil      |
| 10.ª  | Valencia-Cuenca       | 222      | Antonio Uliana   | Jean Dotto        |
| 11.ª  | Cuenca-Madrid         | 168      | Donato Piazza    | Jean Dotto        |
| 12.ª  | Madrid                | 15 (CRE) | Italia A         | Jean Dotto        |
| 13.ª  | Madrid-Valladolid     | 222      | Fiorenzo Magni   | Jean Dotto        |
| 14.ª  | Valladolid-Bilbao     | 308      | Donato Piazza    | Jean Dotto        |
| 15.ª  | Bilbao                | 147      | Fiorenzo Magni   | Jean Dotto        |

## Clasificaciones
En esta edición de la Vuelta a España se diputaron cuatro clasificaciones que dieron los siguientes resultados:
| \| 1. \| Jean Dotto \| Francia \| 81h 04' 02" \| \| \| 2. \| Antonio Jiménez Quiles \| España \| + 3' 06" \| \| \| 3. \| Raphaël Geminiani \| Francia \| + 5' 05" \| \| \| 4. \| Jesús Loroño \| España \| + 5' 52" \| \| \| 5. \| Vicente Iturat \| España \| + 6' 24" \| \| \| 6. \| Gabriel Company \| España \| + 6' 30" \| \| \| 7. \| José Serra \| España \| + 7' 31" \| \| \| 8. \| Giuseppe Buratti \| Italia \| + 8' 42" \| \| \| 9. \| Cosme Barrutia \| España \| + 9' 37" \| \| \| 10. \| Georges Gay \| Francia \| + 9' 44" \| \| |                        |         |             |  |
| 1. | Jean Dotto             | Francia | 81h 04' 02" |  |
| 2. | Antonio Jiménez Quiles | España  | + 3' 06"    |  |
| 3. | Raphaël Geminiani      | Francia | + 5' 05"    |  |
| 4. | Jesús Loroño           | España  | + 5' 52"    |  |
| 5. | Vicente Iturat         | España  | + 6' 24"    |  |
| 6. | Gabriel Company        | España  | + 6' 30"    |  |
| 7. | José Serra             | España  | + 7' 31"    |  |
| 8. | Giuseppe Buratti       | Italia  | + 8' 42"    |  |
| 9. | Cosme Barrutia         | España  | + 9' 37"    |  |
| 10. | Georges Gay            | Francia | + 9' 44"    |  |

| \| 1. \| Fiorenzo Magni \| Italia \| 128 puntos \| \| 2. \| Gabriel Company \| España \| 161 puntos \| \| 3. \| Jesús Loroño \| España \| 177 puntos \| |                 |        |            |
| 1. | Fiorenzo Magni  | Italia | 128 puntos |
| 2. | Gabriel Company | España | 161 puntos |
| 3. | Jesús Loroño    | España | 177 puntos |

| \| 1. \| Giuseppe Buratti \| Italia \| 35 puntos \| \| 2. \| Antonio Gelabert \| España \| 31 puntos \| \| 3. \| Gilbert Bauvin \| Francia \| 20 puntos \| |                  |         |           |
| 1. | Giuseppe Buratti | Italia  | 35 puntos |
| 2. | Antonio Gelabert | España  | 31 puntos |
| 3. | Gilbert Bauvin   | Francia | 20 puntos |

| \| 1. \| FRANCIA \| Francia \| \| 243h 40' 11" \| |         |         |  |              |
| 1.                                                | FRANCIA | Francia |  | 243h 40' 11" |